# Cendrer Copenhagen
El Cendrer Copenhagen és un cendrer dissenyat el 1966 per André Ricard Sala. És, probablement, una de les peces més representatives del treball d'André Ricard i del seu llegat a la història recent del disseny català. Es tracta d'un cendrer de forma cilíndrica, amb una osca per subjectar la cigarreta i un cilindre interior per apagar-la. El format correspon a un cendrer d'ús individual i permet que sigui apilable.

## Història
Ricard va dissenyar aquest producte els primers anys de la seva col·laboració amb l'empresa Flamagás, l'any 1965. Per a Flamagás havia realitzat un any abans l'encenedor Menhir i va dissenyar en anys successius altres cendrers i encenedors.
El material emprat és el plàstic, i la tecnologia de fabricació, l'emmotllat. Ambdós són molt característics del tipus de producte industrial estandarditzat que es començava a propagar a Espanya a partir dels anys seixanta i setanta.
A diferència d'altres dissenys i dissenyadors destacats de l'època, Ricard assumia en aquest i altres treballs el paper de dissenyador industrial en el sentit més literal del terme, és a dir, el de pensar un disseny per a la indústria. Cal tenir en compte que la cultura del disseny local als anys seixanta destacava sobretot per peces de mobiliari i il·luminació que es concebien per ser fabricades amb recursos tecnològics més propis d'una artesania mecanitzada que d'una producció industrial de grans sèries.
Malgrat que durant els primers anys Copenhagen es trobava als aparadors de tots els estancs del país, el volums de producció de les successives comercialitzacions no ha passat del propi de sèries mitjanes (aproximadament 3.000 exemplars), però això es pot atribuir no tant al disseny i els costos de producció com a les capacitats de fabricació i comercialització de l'entorn empresarial local.

## Disseny
El Copenhagen és també un dels objectes que millor permet indagar el concepte i el mètode de disseny que han caracteritzat l'obra d'aquest autor. Com ha manifestat Ricard diverses vegades aquest objecte es va dissenyar pensant a solucionar els problema dels cendrers precedents. Fins aleshores la majoria de cendrers consistien en un plat baix de diàmetre relativament gran que feia que la cendra fos especialment sensible als corrents de vent o als esbufecs. D'altra banda, la cigarreta reposava en una canal ampla on podia humitejar-se i apagar-se, i l'acció d'aixafar la burilla havia de fer-se en contacte amb els residus de cendra i cigarretes deposats anteriorment al cendrer.
L'atenta observació d'aquests problemes d'ús constitueix l'argument del nou disseny projectat per Ricard. Copenhagen és un cendrer profund i de diàmetre reduït per evitar, precisament, l'acció del vent sobre la cendra. L'osca i el cilindre interior compleixen la funció de subjectar amb precisió la cigarreta sense que aquesta perdi l'equilibri o s'apagui. El cilindre interior actua com a superfície on aixafar la burilla sense entrar en contacte amb els residus que resten dipositats al fons del cendrer. El disseny apilable en facilita l'emmagatzematge.
Aquesta aproximació analítica i la voluntat de resolució racional de la funció va unida amb l'economia i la síntesi formal d'un disseny basat en formes geomètriques simples, com el cercle i el cilindre, i l'elecció del blanc, el negre, el gris i el vermell com a colors estàndards del producte (encara que més endavant se’n va ampliar la gamma cromàtica). La simplicitat formal del Copenhagen és coherent amb un plantejament que, per sobre de tot, vol destacar denotativament les funcions, ja que la forma de l'objecte actua com un indicador del sistema d'usos que proposa, i aquesta prioritat, que pretén que la forma sigui auto-explícita en relació amb la funció, allunya el disseny de qualsevol temptació ornamental i decorativista.
Tot plegat permet inscriure aquesta peça dins la tradició més canònica del racional-funcionalisme que va dominar l'escena europea durant la dècada dels seixanta. El nom de Copenhagen remet directament al disseny escandinau de l'època, tot i que cal dir que aquesta denominació no va partir del dissenyador sinó de l'empresa productora. De fet, amb més precisió, el disseny de Copenhagen és associable a un paradigma d'objectes, a un mètode projectual i a un programa de relació amb la tecnologia industrial que va ser propagat per la Hochschule für Gestaltung d'Ulm.

## Presència a museus
Se'n conserven alguns exemplars a la col·lecció del Museu del Disseny de Barcelona, i formen part d'un conjunt que es completava amb l'encenedor de sobretaula Menhir. En aquest cas, totes les peces són negres, es presenten dins d'una capsa i eren regal de la revista Destino als subscriptors. La publicació va fer posar el seu logotip a tots els productes, de manera que les feia servir alhora com a elements publicitaris.

## Producció
- Flamagás, SA, Barcelona, 1966-1981
- Annexa, Barcelona, 1984-1989
- Norda, Barcelona, 1990-1999
- Olivia Ricard & Cia s.c.p, Barcelona, 1999-2001
- Mobles 114, Barcelona, a partir de 2002[3]

## Premis i reconeixements
La identitat industrial de l'objecte, el funcionalisme aplicat a petits artefactes de la vida quotidiana i una forma basada en la racionalització geomètrica sense concessions, han transformat el cendrer Copenhagen en un símbol de l'estètica racionalista en el disseny. El pas del temps ha anat posant en relleu la importància d'aquest objecte com una falca de modernitat que penetrava en el gust de les classes mitjanes catalanes.
De manera immediata aquest producte obtingué el reconeixement professional amb el premi Delta de Plata 1966 atorgat per l'ADI/FAD. Anys després, arran del vint-i-cinquè aniversari dels premis Delta, l'any 1986, s'atorgà al mateix producte una menció especial "per haver estat pioner en la renovació de l'entorn quotidià, format per múltiples i petits objectes perfectes per la seva senzillesa i funcionalitat". A més del caràcter simbòlic que ha transformat Copenhagen en un "clàssic" del disseny català, és notable el seu recorregut en el mercat. Si bé com ja s'ha apuntat, mai no ha assolit tiratges de fabricació propis dels productes de consum massiu, Copenhagen s'ha seguit fabricant i comercialitzant durant els darrers 35 anys.